# Instituto de Medicina Legal de Galicia
El Instituto de Medicina Legal de Galicia (IMELGA) es un órgano de la Administración de Justicia en Galicia, que tiene por misión prestarles asistencia técnica a los tribunales, fiscalías y juzgados en materia de medicina forense.
Esta organización, integrada por los médicos forenses y personal técnico y auxiliar, tiene su sede en Santiago de Compostela y centros de trabajo situados, además de en esta ciudad, en La Coruña, Ferrol, Lugo, Orense, Pontevedra y Vigo.
El IMELGA fue creado por el Decreto 119/2005, de 6 de mayo, de la Junta de Galicia y, en virtud de la Orden del 23 de marzo de 2006, entró en funcionamiento.
En sus funciones técnicas el Instituto actúa con carácter independiente y sometido únicamente a las reglas de investigación científica.

## Funciones
La investigación medicolegal en todos los casos de muerte violenta o sospechosa de criminalidad es la función más conocida de los médicos forenses, no obstante también es reconocida su intervención en el control periódico de la evolución de los lesionados y la valoración de los daños corporales que sean objeto de actuaciones procesales, así como la asistencia y vigilancia facultativa de las personas detenidas.
Además de esta vertiente más destacada, sus funciones comprenden el estudio y la emisión de los informes que le sean requeridos por las autoridades judiciales y fiscales en todos los aspectos medicolegales. También constituye su labor la emisión de informes previstos en la normativa sobre el Registro Civil (sobre la edad o sobre el sexo de las personas implicadas en expedientes gubernativos, sobre la causa de la muerte, etc.).
En el seno del IMELGA estas actividades se organizan a través del Servicio de Patología Forense (medicina forense de muertos) e del Servicio de Clínica Médico-forense (medicina forense de vivos).
Más allá de esto y dentro de una concepción amplia de la salud, la intervención de psicólogos en el Servicio de Clínica garantiza el estudio, evaluación e informe de los aspectos de su disciplina profesional.
Por último, es necesario destacar que también se encuadra en la misión de este centro la formación y especialización de los médicos forenses y del personal técnico del Instituto.

## El personal médico forense
El personal médico forense consta de funcionarios que constituyen un cuerpo nacional de tituladas y titulados superiores al servicio de la administración de justicia. Para el acceso a este cuerpo se exige estar en posesión de la licenciatura en medicina.

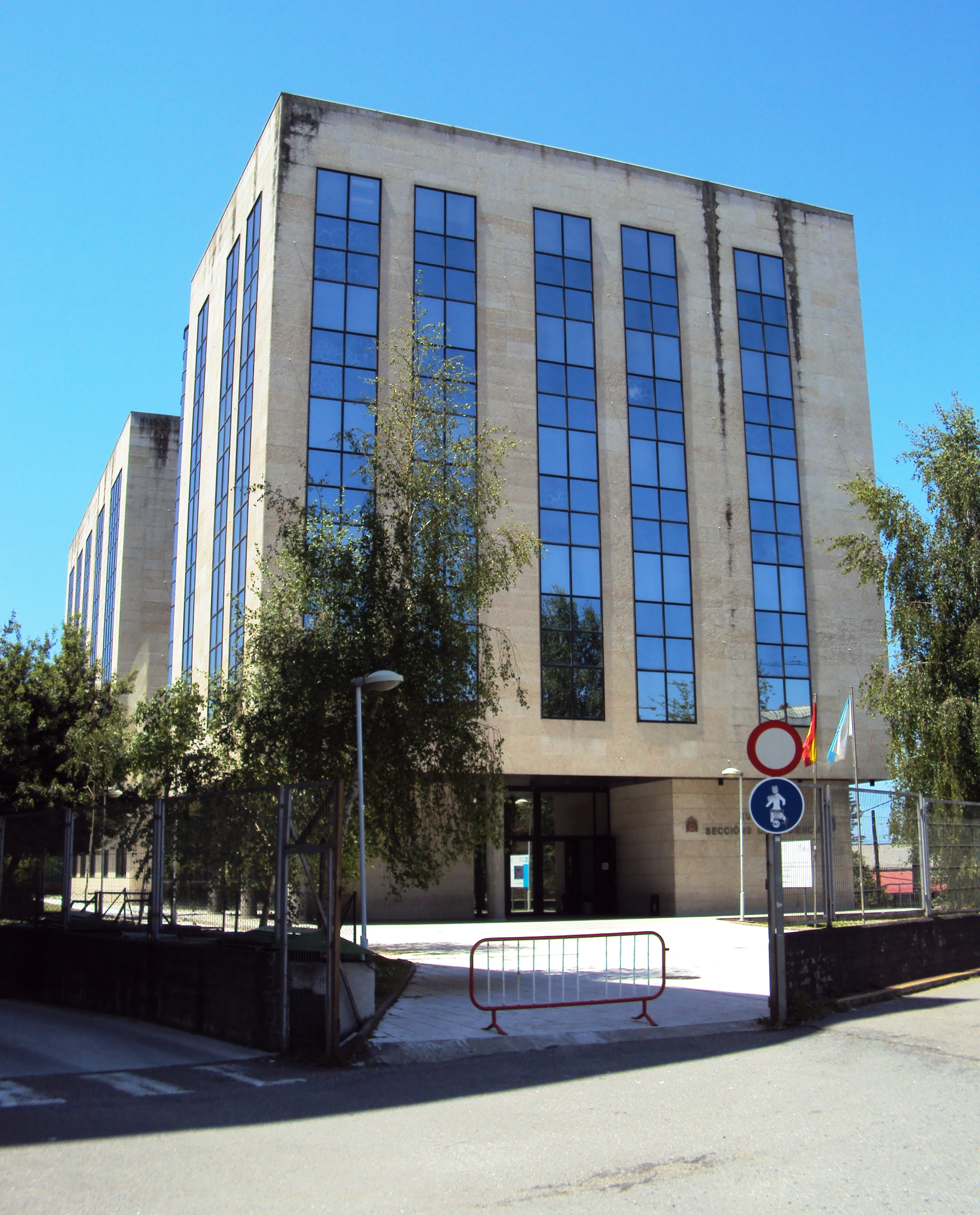
Antigua sede de la Subdirección territorial de Vigo.

El personal médico forense destinado en el Instituto de Medicina Legal de Galicia depende del director del Instituto y en el curso de las actuaciones procesales están a las órdenes de las autoridades judiciales y fiscales, pero emiten sus dictámenes médicos con plena independencia y bajo criterios estrictamente científicos.

## Organización territorial
El Instituto se estructura en siete subdirecciones territoriales, cada una de ellas con sus respectivas áreas de patología forense y de clínica medicolegal.
El ámbito territorial de sus subdirecciones es el siguiente:
- Subdirección territorial de La Coruña, cuyo ámbito de actuación comprende los partidos judiciales de La Coruña, Betanzos, Carballo y Corcubión.
- Subdirección territorial de Ferrol, que comprende los partidos judiciales de Ferrol y Ortigueira.
- Subdirección territorial de Santiago de Compostela, para los partidos judiciales de Arzúa, La Estrada, Lalín, Muros, Negreira, Noya, Órdenes, Padrón, Ribeira y Santiago de Compostela.
- Subdirección territorial de Lugo, con ámbito de actuación en toda la provincia.
- Subdirección territorial de Orense, también con ámbito provincial.
- Subdirección territorial de Pontevedra, cuyo ámbito de actuación son los partidos judiciales de Caldas de Reyes, Cambados, Cangas, Marín, Pontevedra y Villagarcía de Arosa.
- Subdirección territorial de Vigo, que comprende los partidos judiciales de Puenteareas, Redondela, Porriño y Tuy.

## La Dirección del Instituto de Medicina Legal
Para alcanzar la necesaria uniformidad y coordinación el Instituto de Medicina Legal de Galicia está dotado de un órgano central, la Dirección.
A ésta le corresponderá realizar las labores de organización, planificación y control del funcionamiento de los siete centros de trabajo.
Este órgano se sitúa en Santiago de Compostela, ciudad en la que la institución tiene su sede oficial.
Componen la Dirección el director, quien, además de sus funciones directivas y de representación, asume la gestión operativa de la subdirección en el centro de Santiago de Compostela, y el Consejo de Dirección (integrado por el director, los subdirectores territoriales, los jefes de servicio, y representantes del personal), al que le corresponde aprobar las directrices técnicas y los protocolos generales de actuación de los servicios.